# Shōgi no Tatsujin
Shōgi no Tatsujin (将棋の達人) ou Master of Syougi est un jeu vidéo de réflexion développé et édité par SNK en 1995 sur Neo-Geo MVS et Neo-Geo AES et en 1995 Neo-Geo CD (NGM 203),,.